# Silke Seibold
Silke Seibold (* 1994) ist eine deutsche Hörspielautorin.

## Leben
Seibold absolvierte ihr Bachelorstudium der Germanistik, Medienwissenschaften und Philosophie an der Eberhard Karls Universität Tübingen. Ein Manuskript, das sie im Zuge ihrer Bachelorarbeit im Fach Germanistik, in Kooperation mit dem SWR, verfasste, diente als Vorlage für ihr Hörspieldebüt Gib’s zurück!, mit dem sie den Deutschen Kinderhörspielpreis 2016 gewann.

## Hörspiel
- 2016: Gib’s zurück![2]

## Auszeichnung
- 2016 Deutscher Kinderhörspielpreis für Gib’s zurück![3][4]